# Porta metàl·lica i violí
Porta metàl·lica i violí és una pintura i collage sobre porta metàl·lica d'Antoni Tàpies i Puig dipositada a la Fundació Antoni Tàpies (Barcelona), la qual fou realitzada l'any 1956.

## Context històric i artístic
Antoni Tàpies, nascut l'any 1923, va viure l'adolescència i primera joventut durant la darrera Guerra Civil Espanyola i l'època més dura de la dictadura franquista. L'arquitectura dels anys quaranta reflectia el programa polític del poder feixista, i la pintura, que Cirici anomenà art de l'estraperlo, era una plàstica per a la burgesia que s'enriquia ràpidament. Aquesta societat influí en la formació de Tàpies, que s'oposava conscientment a la ideologia i a l'estètica del realisme acadèmic i que s'orientà des del 1946, d'una forma autodidàctica, vers una total llibertat de creació. L'any 1949, la seua força agressiva s'expressà a través d'unes imatges nocturnes plenes de misteri i d'angoixa, que han estat qualificades de surrealisme però que més aviat procedeixen de l'onirisme fantàstic de Paul Klee, del món germànic de Wagner i de la lectura de Nietzsche. En 1950-1951 passà un any a París, en l'ambient efervescent de l'època, que empenyia tothom a pensar, a definir-se, a triar. Tàpies s'endinsà aleshores en la recerca de les tenebres pures, en la negació del concepte del quadre finestra que des del Renaixement havia caracteritzat la pintura occidental, i descobrí l'expressivitat que tenen les textures, les qualitats materials per elles mateixes, que també són un llenguatge. El 1955, en la III Biennal Hispanoamericana, celebrada a Barcelona, exposà per primera vegada tres pintures matèriques que sorprengueren tant per la seua radical novetat com per la seua força. Poques vegades unes pintures van esdevindre tema de discussió a tot un país com ho foren aquestes tres obres.

## Descripció
Aquesta obra de 200 × 150 × 13 cm és la primera creació d'art objectual que desenvolupà sobretot a partir del 1967. El mateix Tàpies explicà així aquesta descoberta:
| « | "Vaig desenrotllar molt l'aspecte matèric dels quadres, i el relleu del quadre va agafar tant importància que, finalment, vaig arribar a fer objectes tridimensionals." | » |

La pura presència del violí, perseguit per una ferotge "X" negra, sobre una inesperada porta vella de magatzem, ens impulsa a pensar en la dualitat inevitable de la nostra existència. En la tradició alquímica, el camp llaurat, l'aigua i la serp es relacionen amb el fet que la terra es renova. És en aquest sentit que les franges paral·leles de Porta metàl·lica i violí i la terra de Terra i pintura (1956) esdevindrien coherents entre si mateixes i consistents amb la resta de la producció de Tàpies. La utilització de materials pobres o tradicionalment considerats antiestètics (com una vella porta metàl·lica, un violí desmanegat o una pila de terra) també té a veure amb aquest interès, ja que es tracta justament de mostrar l'espiritualitat que hi ha en el que és més baix. Tàpies es concep ell mateix com un alquimista. El violí sobre la porta de metall ens expressa que el material assoleix un caràcter espiritual i bonic (la bellesa musical que té un objecte en aparença cacofònic i lleig), mentre que la "X" (tan característicament tapiana) que encreua la porta, reforça la presència de l'artista com a demiürg que confereix de vida el que és inanimat.